# Grupy energetyczne w Polsce
Grupy energetyczne w Polsce – grupy kapitałowe powstałe w wyniku przebudowy polskiego rynku energetycznego na mocy rządowego programu. Celem programu było m.in. utworzenie silnych ekonomicznie przedsiębiorstw, będących w stanie ponosić koszty inwestycji, stanowić konkurencję i równoważyć rynek energetyczny.

## Korzenie
Systemem gazowym zarządzał już od 1982 r. jednolity państwowy koncern wielozakładowy, jakim było PGNiG, natomiast system elektroenergetyczny był rozdrobniony, jako że tworzyły go: Grupa PSE oraz 33 samodzielne zakłady energetyczne, z których dwa zostały sprywatyzowane (Stoen oraz GZE), a pozostałe 31 niesprywatyzowanych zakładów połączono w 4 koncerny elektroenergetyczne.
Zgodnie z dyrektywą EC/54/2003, struktury te musiały zostać poddane zasadniczej przebudowie, a jej pierwszym etapem było wydzielenie ze struktur Grupy PSE oraz PGNiG operatorów systemów przesyłowych (PSE Operator oraz Gaz-System), które pozostały bezpośrednio w rękach Skarbu Państwa.
Następnie ze struktur każdego z utworzonych 4 koncernów elektroenergetycznych oraz z obu sprywatyzowanych zakładów energetycznych wydzielono po jednym operatorze systemu dystrybucyjnego. Z kolei z PGNiG wydzielono początkowo sześć regionalnych spółek będących operatorami systemów dystrybucyjnych, połączonych następnie w pojedynczą Polską Spółkę Gazownictwa SA.
Pozostałości Grupy PSE stały się ostatecznie częścią Polskiej Grupy Energetycznej, jednej z czterech kontrolowanych przez Skarb Państwa grup elektroenergetycznych, która w późniejszym okresie odkupiła także uprzednio sprywatyzowany Górnośląski Zakład Energetyczny od szwedzkiej Grupy Vattenfall. Gazownicza Grupa PGNiG weszła z kolei w skład Grupy Orlen. Dawny Stołeczny Zakład Energetyczny  pozostaje natomiast jako Stoen Operator częścią niemieckiej grupy E.ON.
Koncerny energetyczne zostały w efekcie powyższego procesu przekształcone w grupy energetyczne.

## Grupy energetyczne kontrolowane przez Skarb Państwa
Zgodnie z planem powstały 4 grupy elektroenergetyczne i 1 gazownicza, których spółki-matki stały się spółkami publicznymi notowanymi na GPW, niemniej Skarb Państwa zachował w nich pakiet kontrolny akcji. Oprócz tego istnieje kilka jednoosobowych spółek energetycznych Skarbu Państwa.

### Polska Grupa Energetyczna (PGE)
Polska Grupa Energetyczna utworzona na bazie holdingu BOT Górnictwo i Energetyka SA, Zespołu Elektrowni Dolna Odra SA, aktywów pozostałych po wydzieleniu z PSE SA Operatora Systemu Przesyłowego wraz z majątkiem oraz 8 spółek dystrybucyjnych z Polski centralnej i wschodniej, z wyjątkiem RWE Stoen. 29 grudnia 2006 do spółki PSE Energia wniesionych zostało 8 firm dystrybucyjnych. Ostatecznie 9 maja 2007 roku oficjalnie powstała Polska Grupa Energetyczna, w tym dniu Skarb Państwa dokonał wniesienia 85% akcji spółek PGE Energia SA i BOT Górnictwo i Energetyka SA jako wkładu niepieniężnego do Polskich Sieci Elektroenergetycznych SA. Początkowo siedzibą główną spółki PGE Energia SA był Lublin. 30 lipca 2009 została ona przeniesiona do Warszawy. PGE zadebiutowała na Giełdzie Papierów Wartościowych w Warszawie 6 listopada 2009 roku.
- PGE Górnictwo i Energetyka Konwencjonalna SA:
  - Elektrownia Bełchatów
  - Elektrownia Opole
  - Elektrownia Turów
  - KWB Bełchatów
  - KWB Turów
  - Elektrownia Dolna Odra
  - Elektrociepłownia Szczecin
  - Elektrociepłownia Pomorzany
- PGE Dystrybucja SA
  - Oddział Lublin
  - Oddział Warszawa – Teren
  - Oddział Rzeszów
  - Oddział Skarżysko-Kamienna
  - Oddział Białystok
  - Oddział Zamość
  - Oddział Łódź – Miasto
  - Oddział Łódź – Teren

Przychody: 34 mld zł

Zysk netto: 1,2 mld zł

Udział w dystrybucji: 29%

Udział w produkcji: 41%

Zatrudnienie: 39 tys. osób

### Tauron – Polska Energia (Grupa Energetyka Południe)
6 grudnia 2006 roku zgodnie z programem rządowym Skarb Państwa (reprezentowany przez ministra skarbu) oraz Enion, EnergiaPro i Elektrownia Stalowa Wola założyły Energetykę Południe. W skład grupy weszły:
- Tauron Dystrybucja SA
  - Oddział w Jeleniej Górze
  - Oddział w Legnicy
  - Oddział w Opolu
  - Oddział w Wałbrzychu
  - Oddział we Wrocławiu
  - Oddział w Bielsku-Białej
  - Oddział w Będzinie
  - Oddział w Częstochowie
  - Oddział w Krakowie
  - Oddział w Tarnowie
  - Oddział w Gliwicach  –  w 2011 r. dokonano nabycia za 7,6 mld zł  od spółki Vattenfall na rzecz Grupy Tauron sprywatyzowanego wcześniej Górnośląskiego Zakładu Elektroenergetycznego w Gliwicach.[1]
- Tauron Wytwarzanie SA
  - Elektrownia Blachownia SA
  - Elektrownia Halemba SA
  - Elektrownia Jaworzno III SA
  - Elektrownia Łagisza SA
  - Elektrownia Łaziska SA
  - Elektrownia Siersza SA
  - Elektrownia Stalowa Wola SA
- Tauron Ciepło sp. z o.o.
  - Elektrociepłownia Tychy SA
  - Elektrociepłownia Katowice SA
  - Zespół Elektrociepłowni Bielsko-Biała SA
- Tauron Wydobycie SA

Przychody: około 16 mld zł

Zysk netto: 1 mld

Udział w dystrybucji: 26%

Udział w produkcji: 17%

Zatrudnienie: około 28 tys. osób

### Grupa Energetyczna Centrum Enea
Według rządowego programu w skład tej grupy wejść miały na drodze prywatyzacji lub konsolidacji:
- Enea S.A.
- Enea Wytwarzanie sp. z o.o. - 100% kapitału zakładowego Elektrowni Kozienice zostało wniesione do Grupy ENEA, co umożliwić miało budowę nowego bloku w elektrowni o mocy 800-1000 MW, którego koszt miał wynieść około 7 miliardów złotych[2]
- Enea Elektrownia Połaniec SA
- Enea Operator SA
  - Oddział w Bydgoszczy
  - Oddział w Gorzowie Wielkopolskim
  - Oddział w Poznaniu
  - Oddział w Szczecinie
  - Oddział w Zielonej Górze

Kopalnia Lubelski Węgiel „Bogdanka” SA, pierwotnie również planowana do integracji z Grupą, ostatecznie została w obliczu protestów płynących z różnych stron wyłączona z projektu.
Przychody: około 8–10 mld zł

Zysk netto: brak danych

Udział w dystrybucji: 15%

Udział w produkcji: 8%

Zatrudnienie: około 10 tys. osób

### Grupa Energetyczna Północ –ENERGA
Czwartą grupą elektroenergetyczną jest Grupa Energetyczna Północ. W maju 2007 r. Minister Skarbu Państwa podwyższył kapitał zarejestrowanej w styczniu tego roku spółki ENERGA SA, wnosząc do niej 85% swoich akcji Koncernu Energetycznego ENERGA oraz Zespołu Elektrowni Ostrołęka. W skład holdingu wchodzi:
- Energa SA,
- Energa-Operator SA, 
  - Oddział w Koszalinie
  - Oddział w Gdańsku
  - Oddział w Płocku
  - Oddział w Olsztynie
  - Oddział w Elblągu
  - Oddział w Słupsku
  - Oddział w Toruniu
  - Oddział w Kaliszu
- Energa Elektrownie Ostrołęka SA
- Energa Bio Sp. z o.o. (budowa biogazowni)[3],
- Energa Invest (realizacja przedsięwzięć mających na celu budowę nowych źródeł wytwarzania energii)[4],
- Energa-Oświetlenie,
- Energa Informatyka i Technologie Sp. z o.o.[5]
- Energa OPEC Sp. z o.o.
- Energa Wytwarzanie SA

Grupę kapitałową ENERGA tworzy 47 spółek, które zajmują się sprzedażą i produkcją energii elektrycznej i cieplnej, ale także zajmują się inną działalnością – od budownictwa energetycznego, poprzez usługi transportowe, informatyczne, turystyczne, iluminację obiektów, aż po usługi hotelowe.
Przychody: około 5,7 mld zł

Zysk netto: około 210 mln zł

Udział w dystrybucji: 15%

Udział w produkcji: 2%

Zatrudnienie: 8,6 tys. osób

### Grupa Orlen (d. Grupa PGNiG)
Jedyną znaczącą grupą gazowniczą w Polsce jest Grupa Orlen, dokładniej jej część stanowiąca dawnej samodzielną Grupę PGNiG. W skład części gazowniczej Grupy Orlen wchodzą:
- PKN Orlen – Oddział Centralny PGNIG
- PGNiG Gazoprojekt
- PGNiG Technologie
- PGNiG Obrót Detaliczny
- Polska Spółka Gazownictwa
  - Oddział - Zakład Gazowniczy w Białymstoku
  - Oddział - Zakład Gazowniczy w Bydgoszczy
  - Oddział - Zakład Gazowniczy w Gdańsku
  - Oddział - Zakład Gazowniczy w Gorzowie Wielkopolskim
  - Oddział - Zakład Gazowniczy w Kielcach
  - Oddział - Zakład Gazowniczy w Krakowie
  - Oddział - Zakład Gazowniczy w Lublinie
  - Oddział - Zakład Gazowniczy w Łodzi
  - Oddział - Zakład Gazowniczy w Olsztynie
  - Oddział - Zakład Gazowniczy w Opolu
  - Oddział - Zakład Gazowniczy w Poznaniu
  - Oddział - Zakład Gazowniczy w Rzeszowie
  - Oddział - Zakład Gazowniczy w Szczecinie
  - Oddział - Zakład Gazowniczy w Warszawie
  - Oddział - Zakład Gazowniczy we Wrocławiu
  - Oddział - Zakład Gazowniczy w Zabrzu[6]
- PGNiG Termika – w roku 2011 PGNiG kupiło za 2,96 mld zł Elektrociepłownie Warszawskie, wówczas będące pod firmą Vattenfall Heat Poland[7].

### Jednoosobowe spółki kapitałowe Skarbu Państwa
Należą do nich:
- Polskie Sieci Elektroenergetyczne SA
- Operator Gazociągów Przesyłowych Gaz-System SA
- Polskie Elektrownie Jądrowe sp. z o.o.
- PERN SA

## Pozostałe grupy energetyczne w Polsce
Sprywatyzowane lub skomunalizowane wcześniej przedsiębiorstwa lub grupy, pozostające w prywatnych lub komunalnych rękach, to:
- Grupa E.ON: 
  - E.ON Polska
  - Stoen Operator sp. z o.o., dawniej Stołeczny Zakład Energetyczny (Warszawa – Miasto)
  - E.ON Renewables Polska
  - E.ON Polska Contracting
  - E.ON Dea Polska
  - Szczecińska Energetyka Cieplna
  - Elektrociepłownia Będzin
- Grupa Kapitałowa ZE PAK S.A. kontrolowana przez Zygmunta Solorza-Żaka
- liczni operatorzy systemów ciepłowniczych, o zróżnicowanej strukturze właścicielskiej.